# Ginástica artística nos Jogos Olímpicos de Verão de 2020 - Barras paralelas
A competição de barras paralelas masculino da ginástica artística nos Jogos Olímpicos de Verão de 2020 ocorreu em 24 de julho e 3 de agosto de 2021 no Centro de Ginástica de Ariake, em Tóquio. Um total de 70 ginastas de 33 Comitês Olímpicos Nacionais (CON) participaram do evento após realizarem o exercício na qualificatória.
Zou Jingyuan, da China, conquistou o título e sua primeira medalha olímpica individual. Lukas Dauser, da Alemanha, ganhou a prata e sua primeira medalha olímpica. Ferhat Arıcan, da Turquia, fechou o pódio com o bronze, ganhando não apenas sua primeira medalha olímpica, mas também a primeira de seu país na ginástica artística.

## Qualificação
Cada Comitê Olímpico Nacional (CON) poderia inscrever até seis ginastas: uma equipe de quatro e mais dois especialistas. As 12 equipes que se classificaram preencheram 48 vagas também para as competições individuais, sendo as três primeiras equipes do Campeonato Mundial de 2018 (China, Rússia e Japão) e as nove primeiras equipes (excluindo as já qualificadas) do Campeonato Mundial de 2019 (Ucrânia, Grã-Bretanha, Suíça, Estados Unidos, Taipé Chinês, Coreia do Sul, Brasil, Espanha e Alemanha).
As vagas restantes foram atribuídas individualmente. Cada ginasta poderia ganhar apenas uma vaga, sendo alguns dos eventos individuais abertos a ginastas de CONs com equipes qualificadas, enquanto outros não. Essas vagas foram preenchidas por meio de diversos critérios baseados no Campeonato Mundial de 2019, nas séries da Copa do Mundo, campeonatos continentais, país sede e convite da Comissão Tripartite. A pandemia COVID-19 atrasou muitos dos eventos de qualificação para a ginástica. Os Campeonatos Mundiais de 2018 e 2019 foram concluídos no prazo, mas muitos dos eventos da série da Copa do Mundo foram adiados para 2021.
Cada um dos ginastas participantes são elegíveis para a competição de barras paralelas, mas nem todos tentaram se classificar para a final durante a qualificatória (70 obtiveram pontuação no total).

## Formato
Os oito primeiros classificados na fase qualificatória (com limite de dois por CON) avançaram para a final do aparelho. Os finalistas realizaram um exercício adicional. As pontuações da qualificatória não são considerados, contando apenas as pontuações da final.

## Calendário
Horário local (UTC+9)
| Data        | Horário | Rodada         | Subdivisão   |
| ----------- | ------- | -------------- | ------------ |
| 24 de julho | 10:00   | Qualificatória | Subdivisão 1 |
| 24 de julho | 14:30   | Qualificatória | Subdivisão 2 |
| 24 de julho | 19:30   | Qualificatória | Subdivisão 3 |
| 3 de agosto | 17:00   | Final          | Final        |

## Medalhistas
| Ouro   | CHN Zou Jingyuan  |
| Prata  | GER Lukas Dauser  |
| Bronze | TUR Ferhat Arıcan |

## Resultados

### Qualificatória
Os oito melhores ginastas na qualificatória se classificaram para a final. Como apenas dois ginastas por CON poderiam avançar, caso alguns deles estivessem entre os oito primeiros não estariam elegíveis para a final, com a vaga indo para o próximo ginasta na classificação.
| Pos. | Ginasta              | Nota D | Nota E | Pen. | Total  | Notas |
| ---- | -------------------- | ------ | ------ | ---- | ------ | ----- |
| 1    | CHN Zou Jingyuan     | 6.8    | 9.366  |      | 16.166 | Q     |
| 2    | GER Lukas Dauser     | 6.7    | 9.033  |      | 15.733 | Q     |
| 3    | CHN You Hao          | 6.8    | 8.866  |      | 15.666 | Q     |
| 4    | TUR Ferhat Arıcan    | 7.0    | 8.566  |      | 15.566 | Q     |
| 5    | USA Sam Mikulak      | 6.4    | 9.033  |      | 15.433 | Q     |
| 6    | CHN Xiao Ruoteng     | 6.4    | 9.000  |      | 15.400 |       |
| 7    | GBR Joe Fraser       | 6.6    | 8.800  |      | 15.400 | Q     |
| 8    | UKR Petro Pakhnyuk   | 6.6    | 8.733  |      | 15.333 | Q     |
| 9    | ROC David Belyavskiy | 6.6    | 8.725  |      | 15.325 | Q     |
| 10   | JPN Daiki Hashimoto  | 6.2    | 9.100  |      | 15.300 | R1    |
| 11   | JPN Wataru Tanigawa  | 6.4    | 8.841  |      | 15.241 | R2    |
| 12   | ROC Artur Dalaloyan  | 6.4    | 8.833  |      | 15.233 | R3    |

### Final
A final foi disputada em 3 de agosto de 2021, com os classificados realizando um exercício para a pontuação final.
| Pos.              | Ginasta              | Nota D | Nota E | Pen. | Total  |
| ----------------- | -------------------- | ------ | ------ | ---- | ------ |
| Medalha de ouro   | CHN Zou Jingyuan     | 6.9    | 9.333  |      | 16.233 |
| Medalha de prata  | GER Lukas Dauser     | 6.7    | 9.000  |      | 15.700 |
| Medalha de bronze | TUR Ferhat Arıcan    | 7.0    | 8.633  |      | 15.633 |
| 4                 | CHN You Hao          | 6.9    | 8.566  |      | 15.466 |
| 5                 | ROC David Belyavskiy | 6.6    | 8.600  |      | 15.200 |
| 6                 | USA Sam Mikulak      | 6.4    | 8.600  |      | 15.000 |
| 7                 | UKR Petro Pakhnyuk   | 6.1    | 8.433  |      | 14.533 |
| 8                 | GBR Joe Fraser       | 6.1    | 8.400  |      | 14.500 |